# Чжоу Сяопей
Чжоу Сяопей (кит.: 周晓沛 Zhōu Xiǎo-pèi, * 1945, Чжецзян) — китайський дипломат, Надзвичайний і Повноважний Посол.

## Біографія
Народився в березні 1945 року в китайській провінції Чжецзян.
У 1969 закінчив Пекінський університет, факультет російської мови.
З 1969 по 1971 — працював у Департаменті СРСР і соціалістичних країн Східної Європи МЗС Китаю.
З 1973 по 1979 — член делегації МЗС Китаю на переговорах з питань китайсько-радянського кордону.
З 1979 по 1983 — аташе, 3-й секретар, 2-й секретар посольства Китаю в СРСР.
З 1983 по 1992 — 2-й, 1-й секретар, завідувач відділу, радник Департаменту СРСР і країн Східної Європи.
З 1992 по 1994 — заступник начальника Департаменту країн Східної Європи та Середньої Азії.
З 1994 по 1997 — радник-посланник, посланник посольства Китаю в Москві Росія.
З 1997 по 1998 — начальник Департаменту країн Східної Європи та Середньої Азії МЗС Китаю в Пекіні.
З вересня 1998 по жовтень 2000 — Надзвичайний і Повноважний Посол КНР в Києві (Україна).
У 2000—2003 — Надзвичайний і Повноважний Посол КНР у Варшаві (Польща).
У 2003—2005 — Надзвичайний і Повноважний Посол Китайської Народної Республіки в Астані (Казахстан).
В даний час Чжоу Сяопей є членом Консультативного комітету із зовнішньої політики МЗС КНР, заступником голови Асоціації колишніх дипломатів, заступником голови Товариства дружби Китаю з країнами Центральної Азії, науковим співробітником Китайського інституту міжнародних проблем, професором Дипломатичного інституту КНР, почесним професором Університету зовнішньої економіки і торгівлі .